# Evangelische Kirche Meimbressen

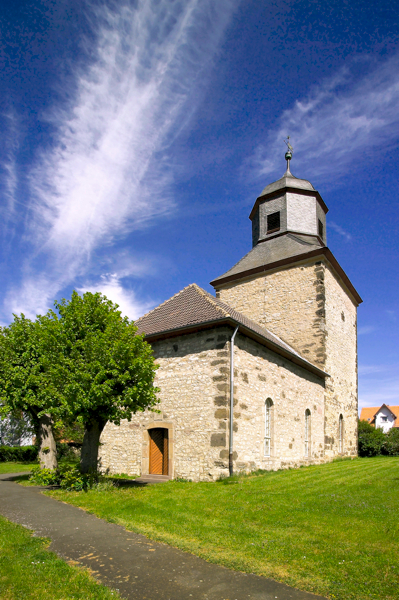
Evangelische Kirche in Meimbressen

Die Evangelische Kirche in Meimbressen, einem Ortsteil der Gemeinde Calden im Landkreis Kassel in Nordhessen, wurde im 13. Jahrhundert errichtet. Das Kirchengebäude mit der Adresse Lindenberg 12 ist ein geschütztes Kulturdenkmal. Die Kirchengemeinde gehört zum Kirchspiel Ehrsten im Kirchenkreis Hofgeismar-Wolfhagen der Evangelischen Kirche von Kurhessen-Waldeck.

## Beschreibung
Die Chorturmkirche mit ummauertem Friedhof hat an der Ostseite einen quadratischen wehrhaft ausgebildeten Turm mit Welscher Haube über einem Zeltdach. Im gleich breiten Kirchenschiff wurden im 18. Jahrhundert hohe Rundbogenfenster mit Sprossenteilung eingebaut. Das Schiff und der Turm sind mit glatter Eckquaderung ausgeführt. Das segmentbogige Portal im Westen ist mit der Jahreszahl 1794 bezeichnet.
Das Innere ist einheitlich mit einer flachen Decke versehen.

## Ausstattung
Von der Kirchenausstattung sind die achteckige Kanzel mit Intarsien und das Orgelgehäuse aus dem Jahr 1896 erwähnenswert.
In der Sakramentsnische ist ein romanisches Würfelkapitell erhalten.

## Orgel
Im Jahr 2005 wurde in das alte, barocke Gehäuse eine neue Orgel durch Bernhard Kutter mit 12 Registern auf zwei Manualen und Pedal eingebaut. Die Ton- und die Registertraktur sind mechanisch. Die Disposition lautet wie folgt:
| I Hauptwerk C–g3 |            |    |
| 1.               | Principal  | 8′ |
| 2.               | Hohlflöte  | 8′ |
| 3.               | Gambe      | 8′ |
| 4.               | Oktave     | 4′ |
| 5.               | Oktave     | 2′ |
| 6.               | Mixtur III |    |

| II Hinterwerk C–g3 |                 |    |
| 7.                 | Geigenprincipal | 8′ |
| 8.                 | Gedackt         | 8′ |
| 9.                 | Salicional      | 8′ |
| 10.                | Flöte           | 4′ |
|                    | Tremulant       |    |

| Pedal C–d1 |          |     |
| 11.        | Subbaß   | 16′ |
| 12.        | Oktavbaß | 8′  |

- Koppeln: II/I, Superoktavkoppel II/I, I/P, II/P